# Neospintharus rioensis
Neospintharus rioensis är en spindelart som först beskrevs av Harriet Exline och Levi 1962.  Neospintharus rioensis ingår i släktet Neospintharus och familjen klotspindlar. Inga underarter finns listade i Catalogue of Life.